# Air Arabia
Air Arabia (араб. العربية للطيران) — бюджетна авіакомпанія, головний офіс якої розташований у Міжнародному аеропорту Шарджі, Об'єднані Арабські Емірати. Є першою бюджетною авіакомпанією на Близькому Сході. Виконує рейси у 67 напрямках, включаючи Близький Схід, Північну Африку, Індію, Центральну Азію й Європу. Air Arabia виконує рейси в Україну з 2009 року. Першим напрямком був Київ, Міжнародний аеропорт «Бориспіль». У 2011 році Air Arabia були відкриті рейси до Донецька (Міжнародний аеропорт «Донецьк» імені Сергія Прокоф'єва), Харкова (Міжнародний аеропорт «Харків»), а 12 жовтня 2012 року в Одесу (Міжнародний аеропорт «Одеса»).
Хоча Air Arabia позиціонує себе як бюджетна авіакомпанія, проте її модель бізнесу ближче до категорії гібридних авіакомпаній. Переліт з Air Arabia часто коштує стільки ж, як і переліт класичними авіакомпаніями. Крім того, авіаперевізник стягує плату за багаж та їжу, але дозволяє бронювати квитки зі стикуваннями на єдиному бланку, що не характерно для бюджетних авіакомпаній.
Головна база авіакомпанії Міжнародний аеропорт Шарджі. Інші фокусні міста — Александрія та Касабланка.

## Керівництво та підрозділи

### Штаб-квартира
Штаб-квартира компанії розташована на території міжнародного аеропорту Шарджі. Аеропорт знаходиться за 15 кілометрів від центральної частини Дубая.

### Дочірні компанії
- Fly Yeti (2007–2008) — у 2007 році Air Arabia підписала угоду про створення спільного підприємства з непальською авіакомпанією Yeti Airlines та відкрила базу у столиці Непалу Катманду. Новий авіаперевізник Fly Yeti створювався для забезпечення доступних перевезень для широкого спектра міжнародних напрямів в Азії та на Близькому Сході. На початковому етапі компанія використовувала 1 літак Boeing 737–800, виконуючи польоти у 4-х напрямках з Непалу. У зв'язку з нестабільною політичною й економічною ситуацією в країні та відсутністю підтримки з боку місцевого уряду, діяльність Fly Yeti була припинена на початку 2008 року.
- Air Arabia Maroc (з 2009 року) — Air Arabia, спільно з місцевим інвесторами створила дочірню авіакомпанію в найбільшому місті Марокко, Касабланці. Air Arabia Maroc почав свою роботу 6 травня 2009 року, дозволивши розширити мережу авіаперевезень Air Arabia у країни Африки і Європи. Флот Air Arabia Maroc наразі складається з чотирьох літаків, а авіакомпанія виконує рейси у 12 напрямам в 7 країн світу, переважно до Європи.
- Air Arabia Egypt (з 2010 року) — 9 вересня 2009 року Air Arabia оголосила про створення в Єгипті авіакомпанію з туристичною групою Travco, яка базуватиметься в аеропорту Александрії. Нова авіакомпанія отримала ліцензію на операційну діяльність 22 травня 2010, а перший рейс було виконано 1 червня 2010 року. Флот в Єгипті зараз складається з трьох літаків.
- Air Arabia Jordan (планується) — 7 червня 2010 року Air Arabia оголосила, що підписала контракт з групою Tantash про створення компанії Air Arabia Jordan, яка базуватиметься в Аммані, Йорданія. Планувалося, що дочірня авіакомпанія виконуватиме рейси з міжнародного аеропорту Аммана в країни Європи, Близького Сходу і Північної Африки. 14 червня 2011 року Air Arabia оголосила про відкладення планів зі створення хаба в Йорданії у зв'язку з нестабільною політичною обстановкою в країні та високими цінами на пальне.

## Флот
Станом на лютий 2016, флот Air Arabia складався з таких літаків, середній вік яких становив 3.2 роки. Всі літаки мають однокласну компоновку на 162 (168) крісел (економкласу).